# San Vicente de Flores
San Vicente de Flores es una localidad del estado mexicano de Guanajuato. Es parte del municipio de Salamanca.

## Toponimia
El nombre «San Vicente» hace referencia al santo patrono de la localidad: Vicente Ferrer.

## Demografía
| Gráfica de evolución demográfica |
|                                  |

| Censo | Población |
| ----- | --------- |
| 1900  | 192       |
| 1910  | 219       |
| 1921  | 172       |
| 1930  | 200       |
| 1940  | 180       |
| 1950  | 203       |
| 1960  | 253       |
| 1970  | —         |
| 1980  | 499       |
| 1990  | 790       |
| 2000  | 870       |
| 2010  | 1 001     |
| 2020  | 1 256     |